# Augusto César
Augusto Pedro de Sousa (ur. 5 listopada 1968) – brazylijski piłkarz występujący na pozycji pomocnika.

## Kariera klubowa
Od 1992 do 2009 roku występował w klubach Goiás EC, Portuguesa, Corinthians Paulista, Botafogo, América, Kashima Antlers, Kawasaki Frontale, Brasiliense, Gama, Paranoá i Brasília.